# Festival de l'Illa de Wight
El Festival de l'Illa de Wight és un festival de música rock que va tenir lloc a l'Illa de Wight, Regne Unit, en tres edicions successives el 1968, el 1969 i el 1970. La del 1970, va obtenir la seva màxima assistència. Entre les seves aparicions estel·lars hi ha Jethro Tull, Jimi Hendrix, Bob Dylan, The Doors i The Who. L'esdeveniment no va tornar a organitzar-se fins a 2002, quan es va traslladar a Seaclose Park. Des de 2002, el festival s'organitza anualment. Aquest festival, juntament amb el de Woodstock, és considerat el reflex de la contracultura i màxim exponent del moviment hippie.